# Cameyo
Cameyo – narzędzie umożliwiające wirtualizację aplikacji z poziomu systemu operacyjnego Windows lub przeglądarek zgodnych z HTML5. Narzędzie umożliwia tworzenie aplikacji przenośnych, które można uruchomić lokalnie z dysku CD/DVD, dysku twardego czy pamięci USB, lub w sieci lokalnej.
Oprogramowanie Cameyo wymaga wstępnej analizy całej zawartości dysku systemowego, a w szczególności katalogów systemowych i innych miejsc na dysku w których program instalacyjny aplikacji dokonuje zmian i wpisów np. rejestrze systemu Windows. Po zainstalowaniu wirtualizowanej aplikacji narzędzie  Cameyo wykonuje powtórny skan partycji systemowej, a uzyskane wpisy i miejsca instalacji przechwytuje, by zapisać je do pliku wykonalnego z rozszerzeniem *.exe. Plik ten przy każdym uruchomieniu odtwarza zwirtualizowane środowisko pierwotnej instalacji aplikacji, które jest odizolowane od reszty systemu operacyjnego.
Witryna producenta zawiera bibliotekę gotowych do użytku zwirtualizowanych bezpłatnych aplikacji typu open source, które można samodzielnie pobrać. 
Cameyo oferuje bezpłatną edycję do użytku domowego i w małych firmach na maksymalnie 49 komputerach PC. Aplikacja Cameyo dostęna jest do pobrania za pośrednictwem strony internetowej firmy lub innych stron internetowych z oprogramowaniem. Aplikacji nie trzeba instalować, ponieważ sama jest przenośną aplikacją zwirtualizowaną.

## Historia
Narzędzie do wirtualizacji aplikacji Cameyo zostało wydane w 2010 roku. Średni cykl wydawniczy wynosi 6 miesięcy dla głównych wersji oprogramowania plus okazjonalne poprawki jakości i funkcjonowania aplikacji. Twórca Cameyo wprowadził wraz z wersją 3 nowe funkcje, umożliwienie wizualizacje do uruchamiania aplikacji w systemach operacyjnych innych niż Windows, takich jak Linux i Android. Po raz pierwszy Cameyo  w 2014 r. zaczęło wprowadzać do aplikacji funkcje umożliwiające wirtualizację aplikacji w taki sposób, by można było uruchamiać zwirtualizowane aplikacje Windows bezpośrednio w przeglądarkach internetowych, przy czym każda aplikacja działa na nowej karcie.